# Petite Venise de Colmar
Pour les articles homonymes, voir Petite Venise.
La Petite Venise de Colmar est un secteur touristique pittoresque ancien, du quartier de la Krutenau,, dans le faubourg sud du centre historique de Colmar, dans le Haut-Rhin, en Alsace. Elle est baptisée du nom de Venise, en Italie, par rapport à l'organisation pittoresque historique, de la vie du quartier, autour de ses canaux de la Lauch (liste des canaux de Venise).

## Histoire
Le quartier de la Krutenau (dont l’étymologie désigne des lieux de cultures maraîchères aux abords des villes) est aménagé au Moyen Âge en zone de maraîchage, sur une ancienne zone marécageuse, aux portes sud du centre historique de Colmar, avec la rivière Lauch qui traverse la ville, pour irriguer les cultures, et permettre aux maraîchers / bateliers, d'acheminer leurs productions de légumes en barques traditionnelles à font plat, directement à quai du marché couvert, par le quai de la Poissonnerie.

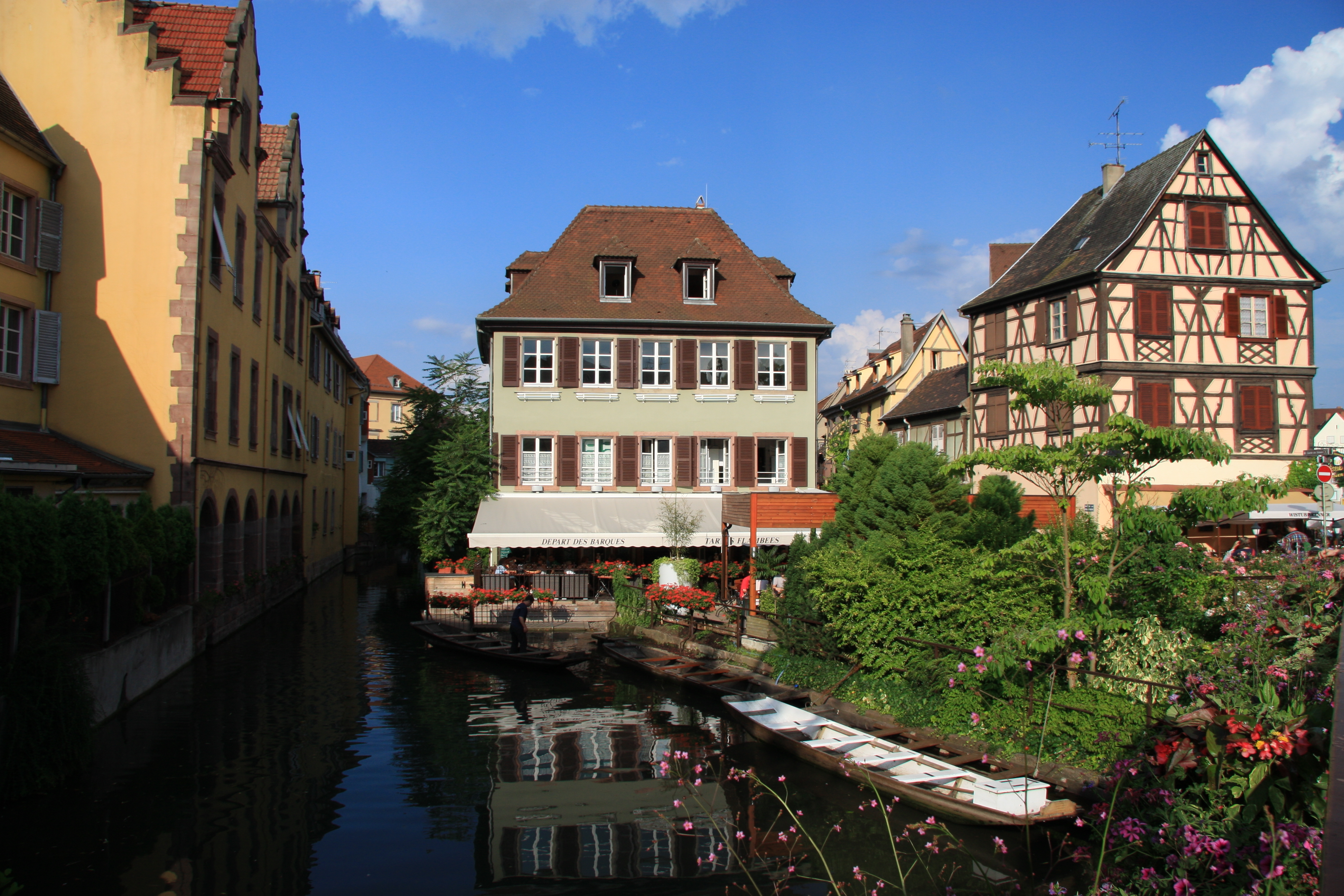
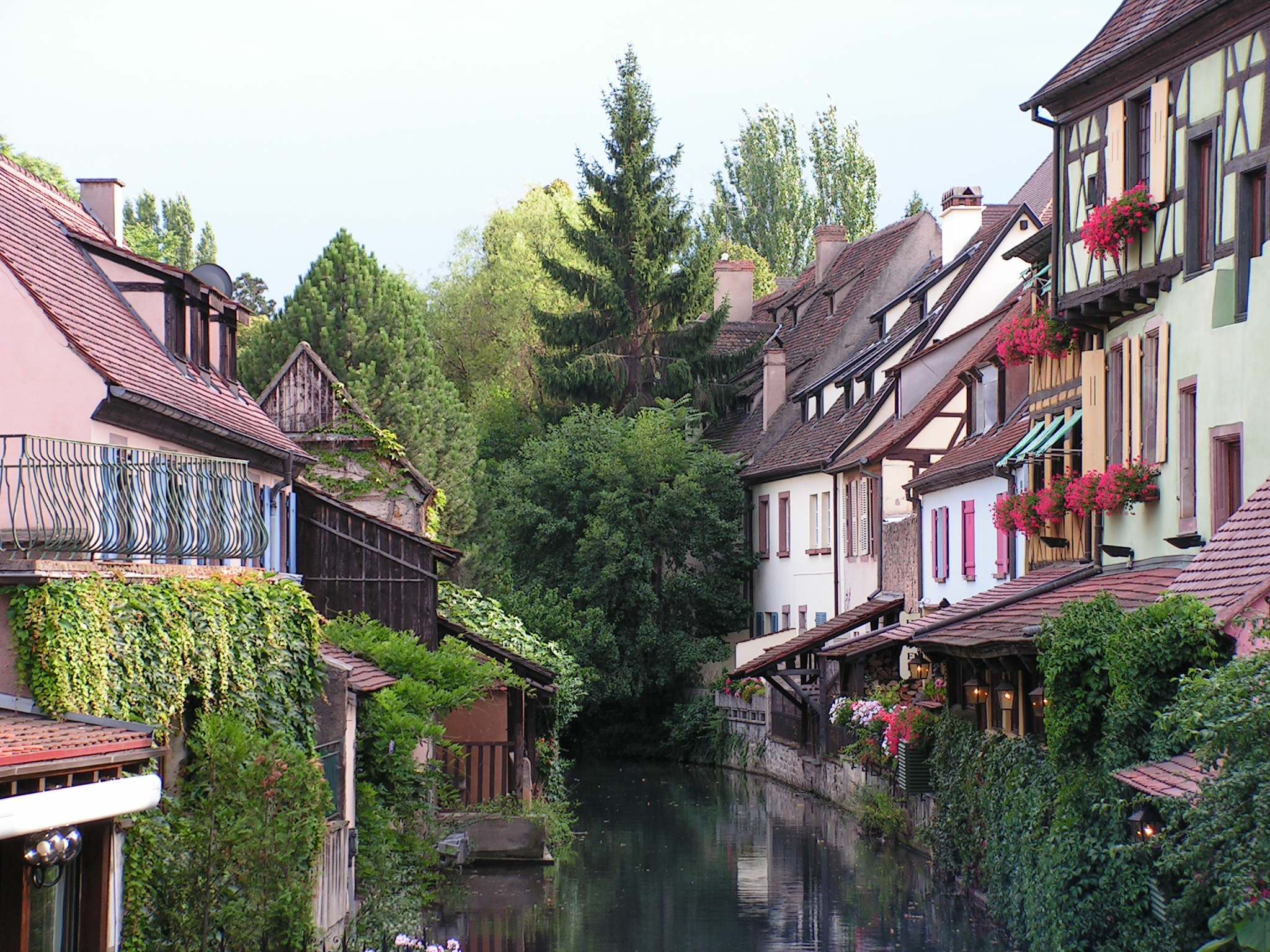
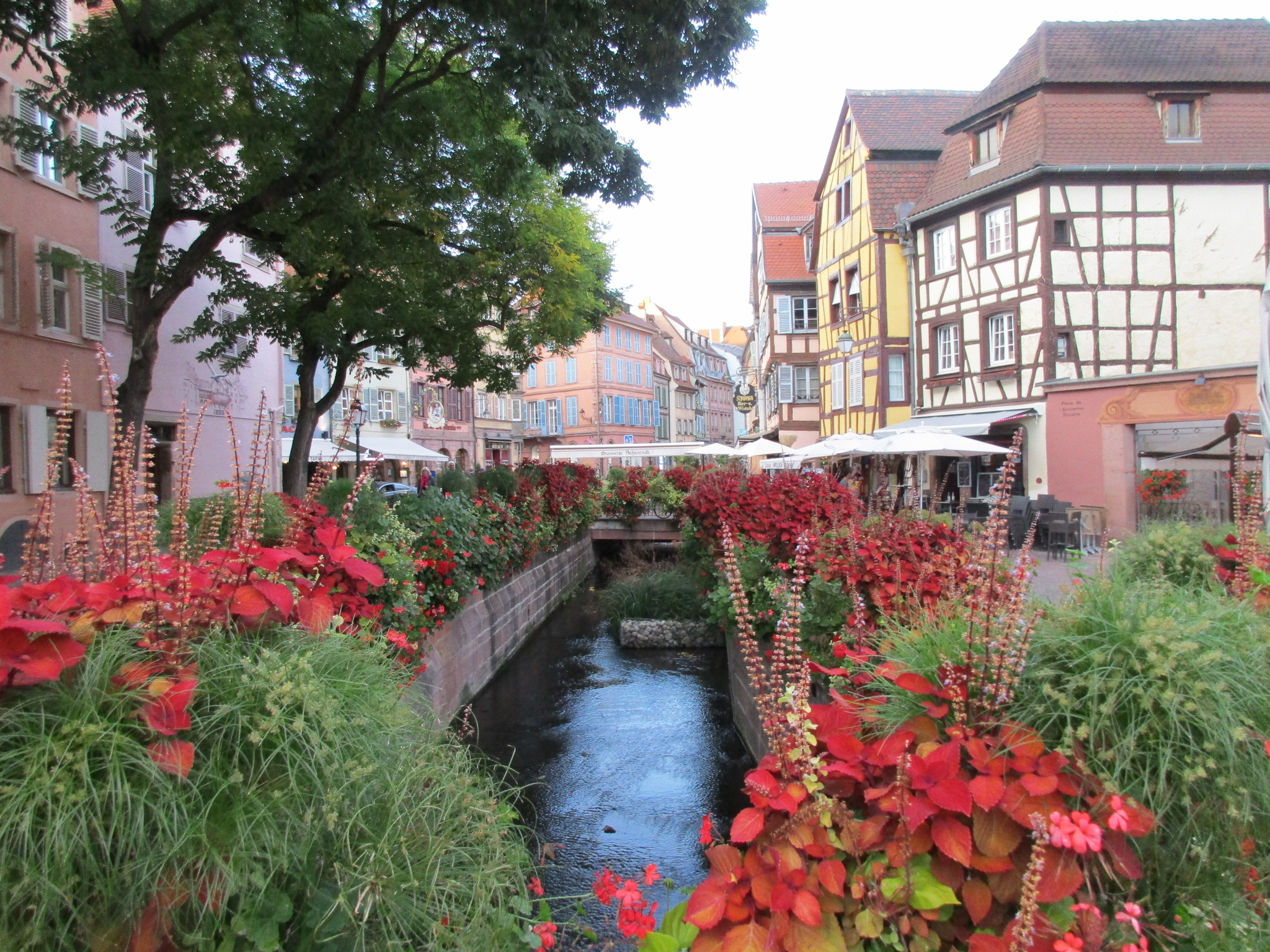
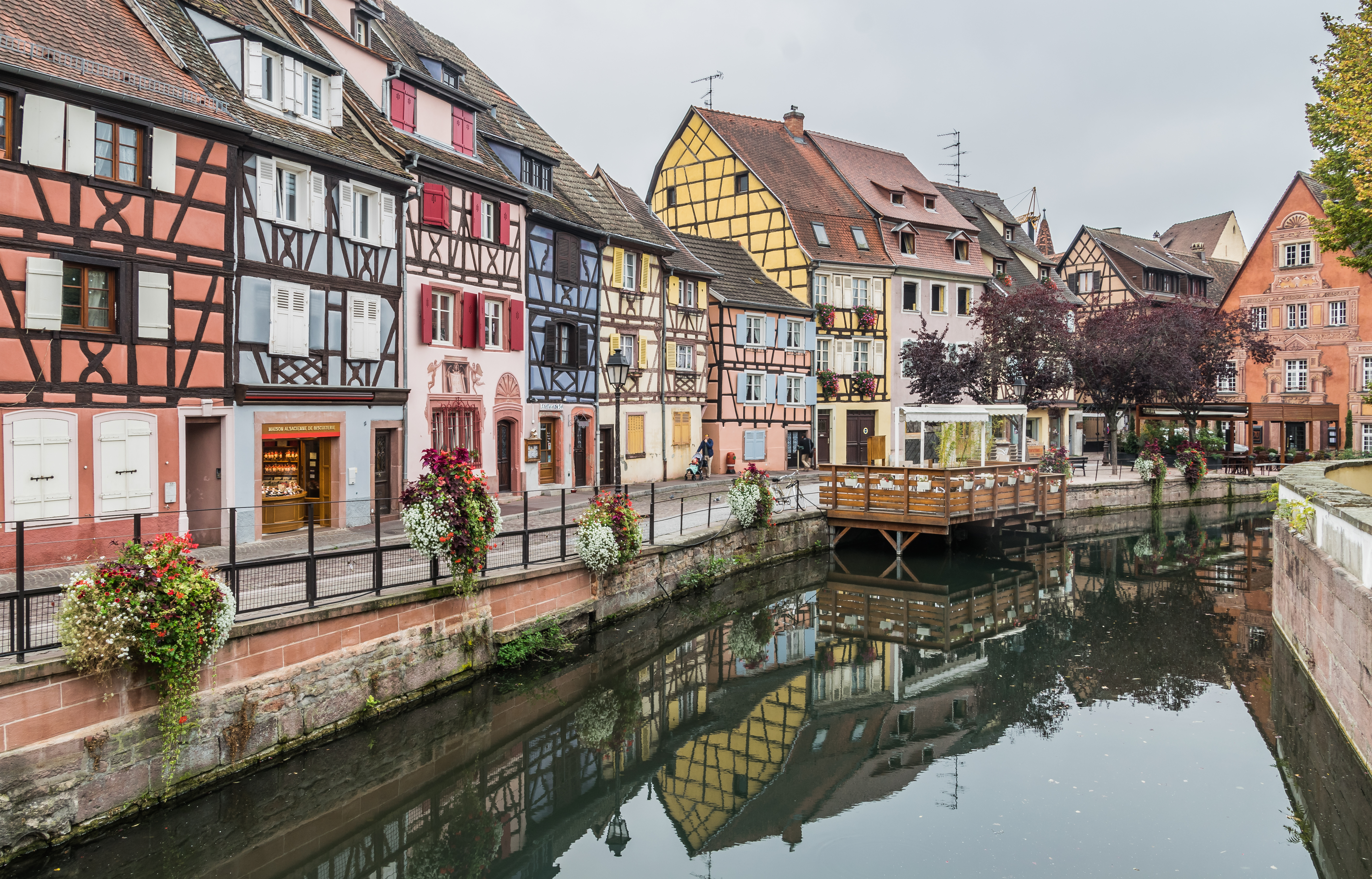
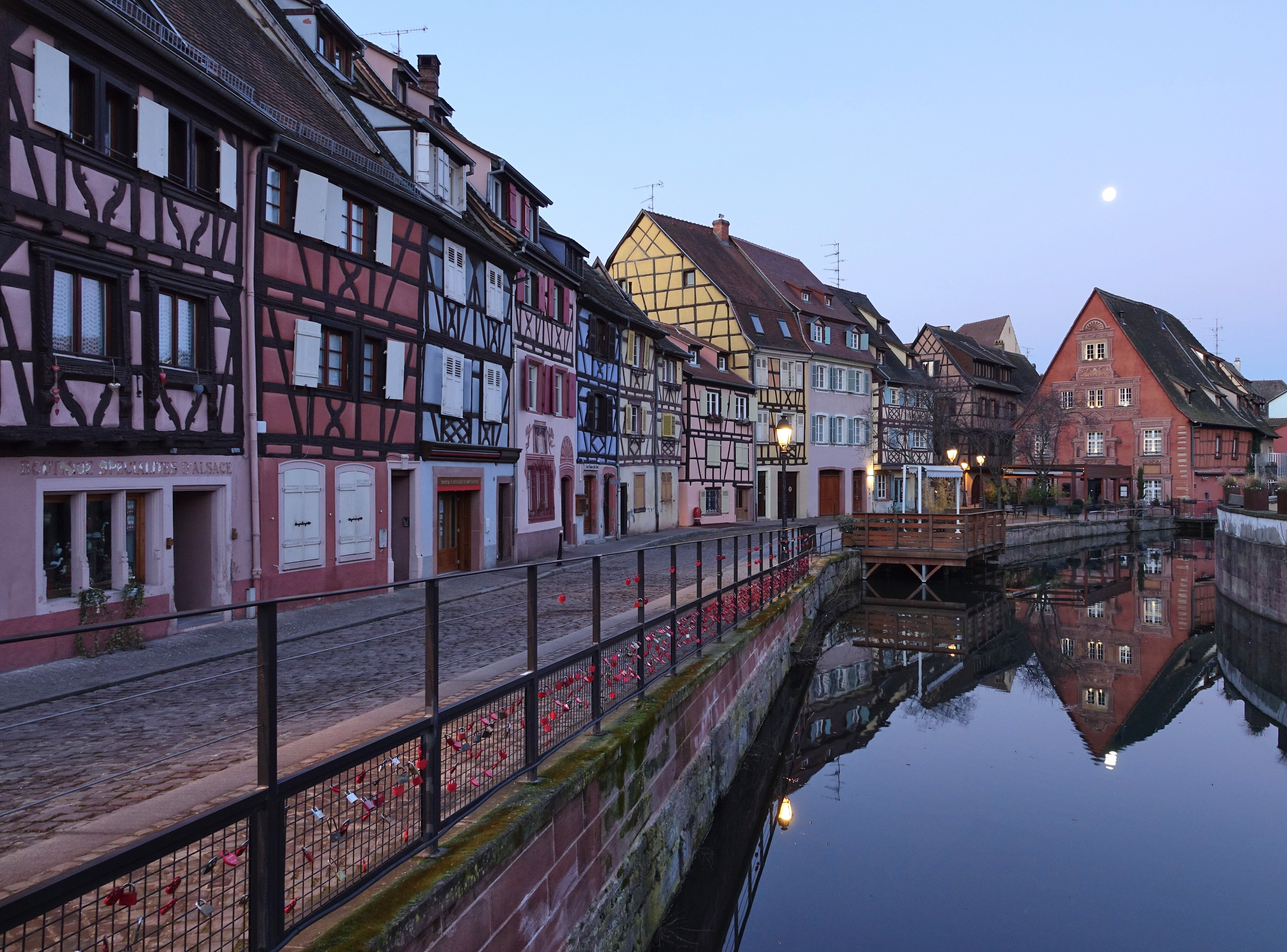

La Petite Venise s'étend du marché couvert, longeant le quai de la Poissonnerie, jusqu'aux environs du pont sur le boulevard Saint-Pierre.

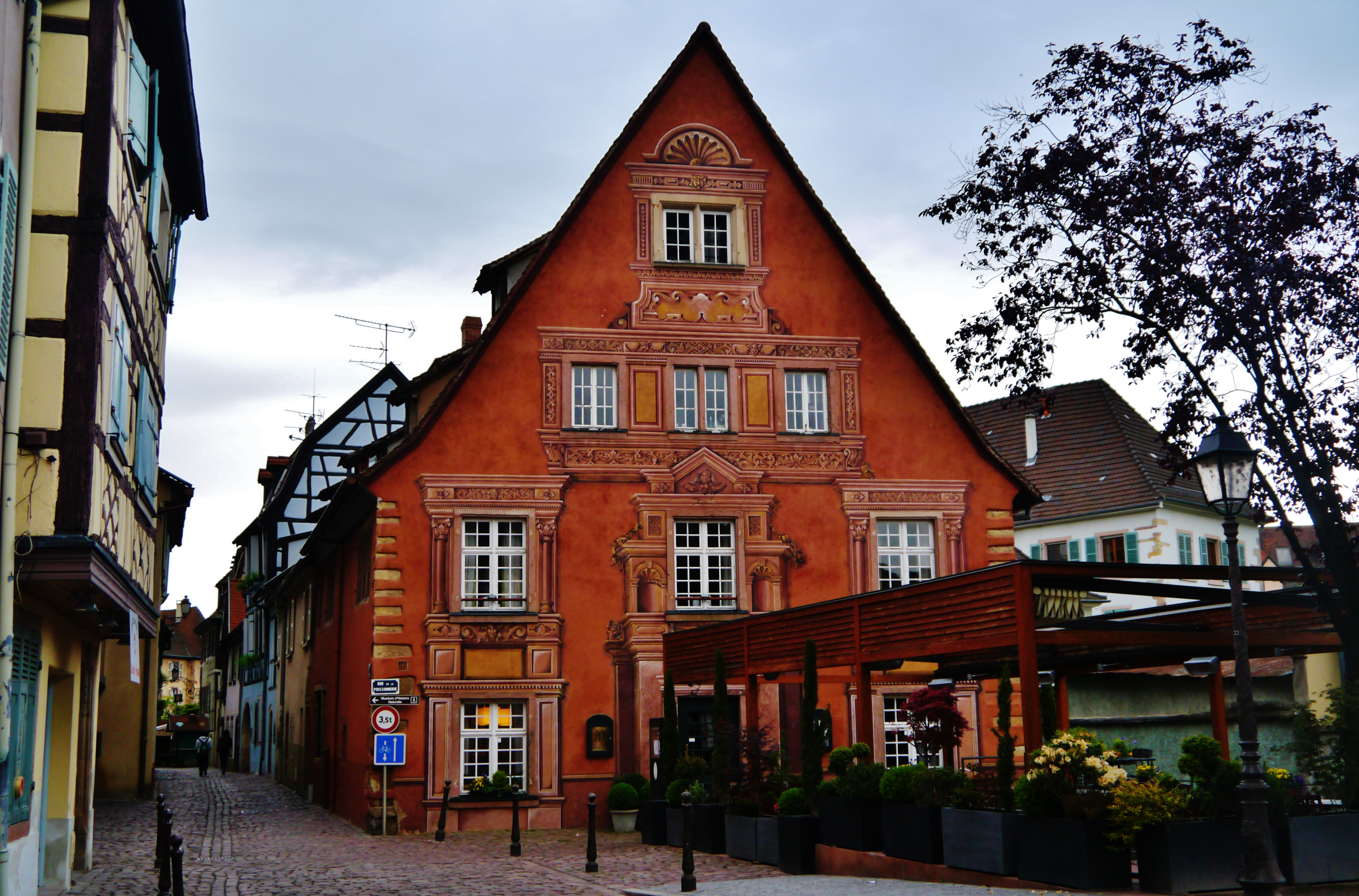
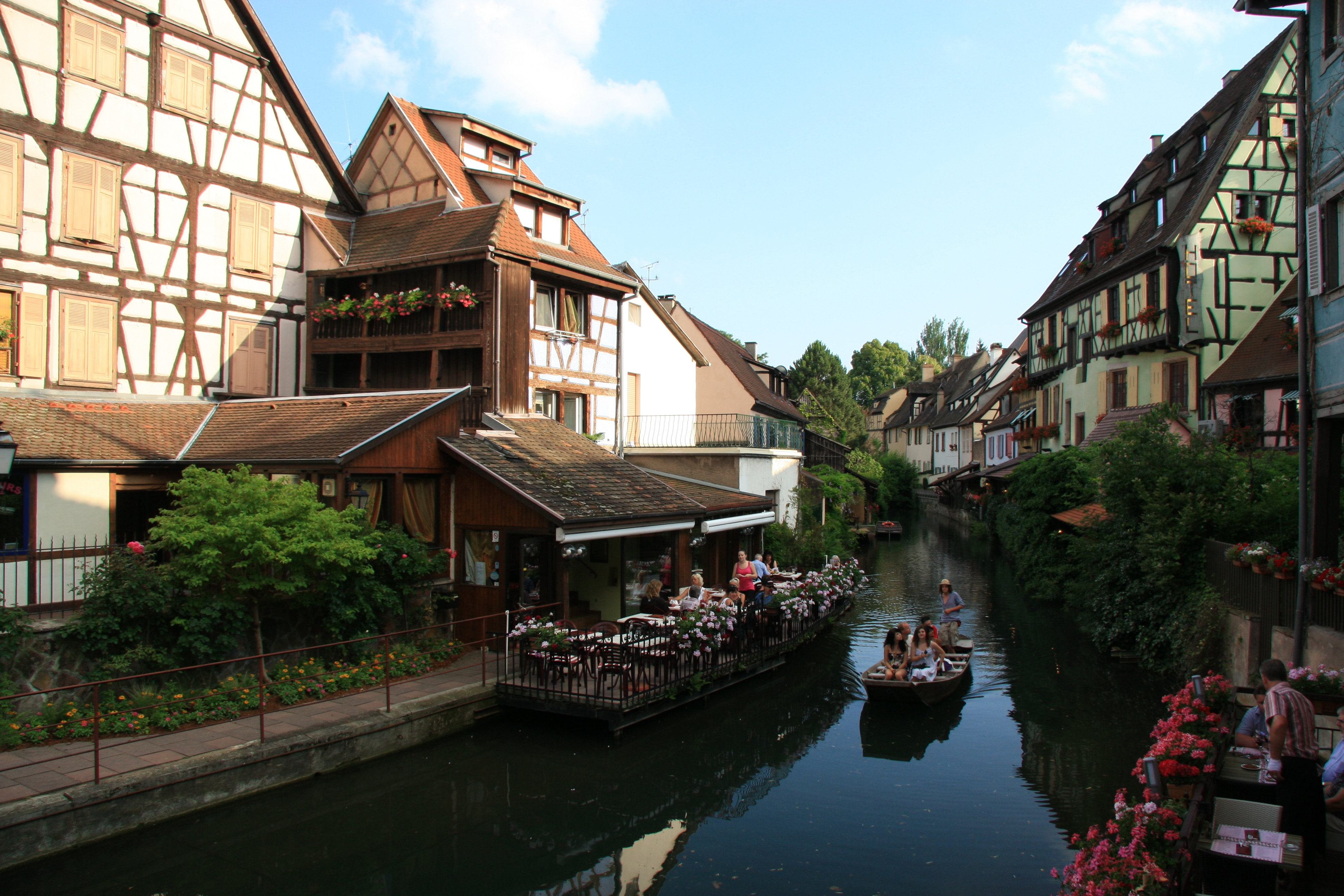
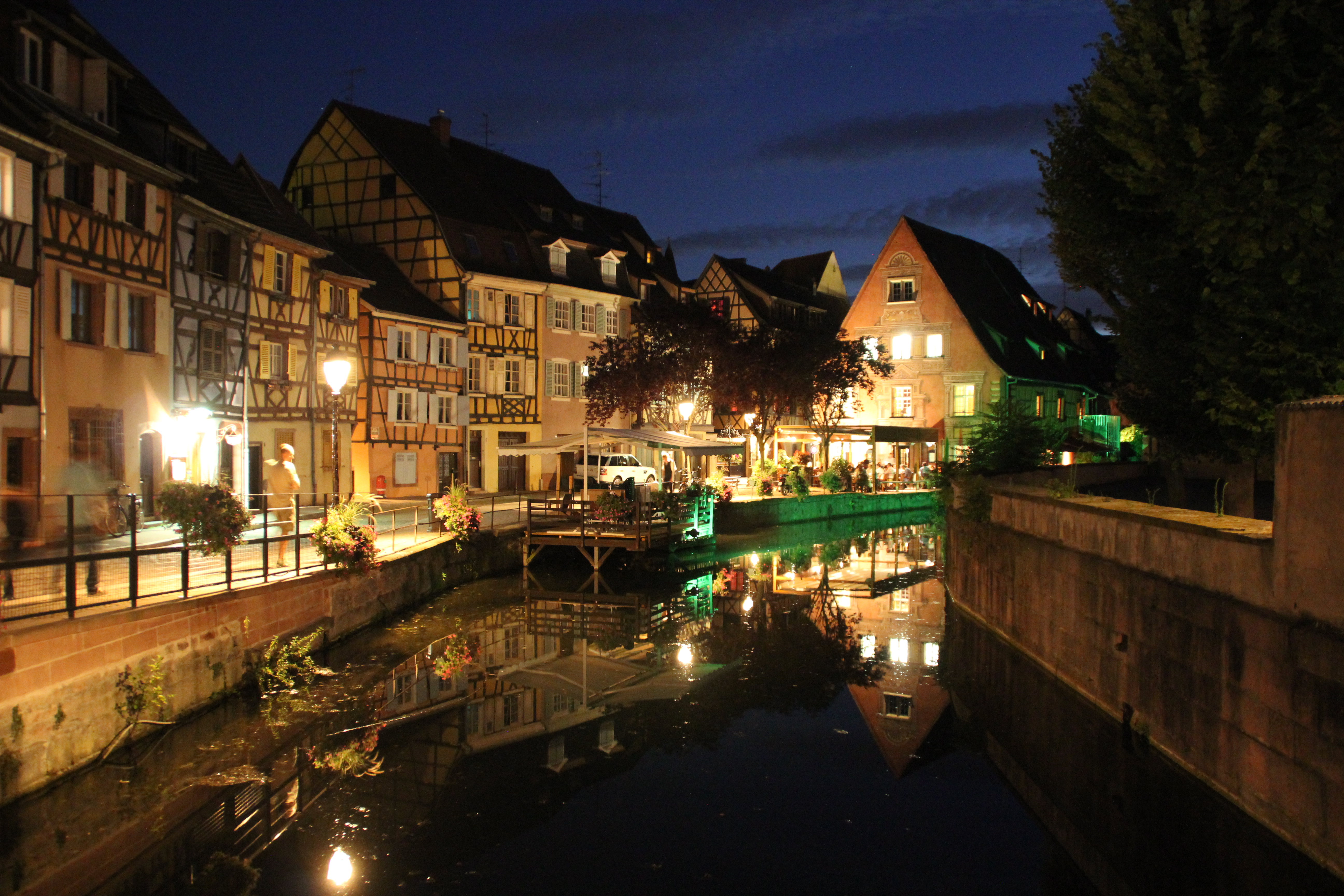

La plupart des maisons à colombages pittoresques du quartier, peintes aux couleurs alsaciennes, sont construites entre les XIVe siècle et XVIIIe siècle.

## Tourisme
La Petite Venise de Colmar, avec ses nombreux hôtels de charme, ses restaurants, ses winstubs, ses pâtisseries et ses boutiques, est un secteur traditionnel et ancien particulièrement préservé. C'est l'un des lieux les plus pittoresques et typiques non seulement de Colmar mais de toute l'Alsace.

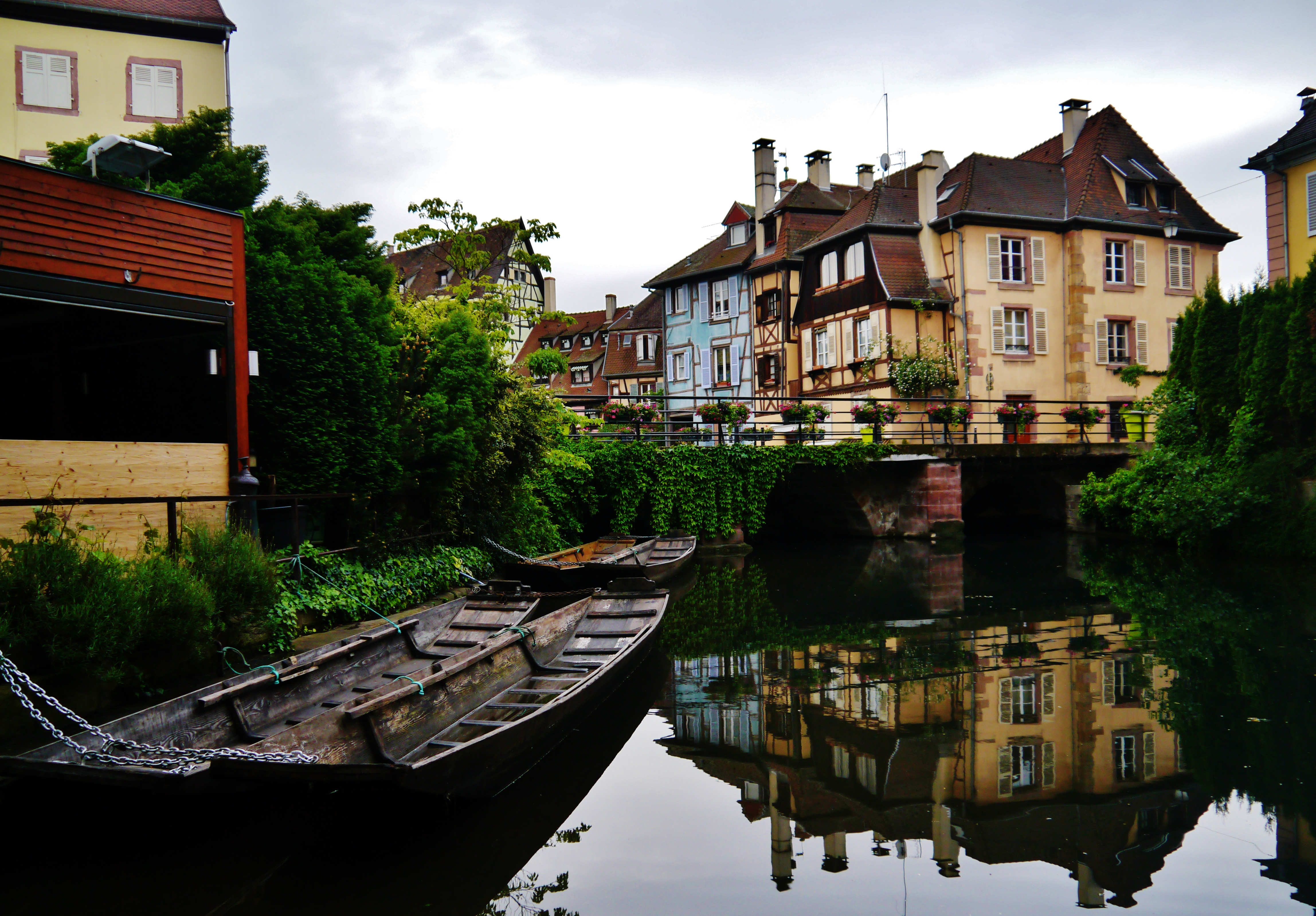
Barques traditionnelles à font plat.
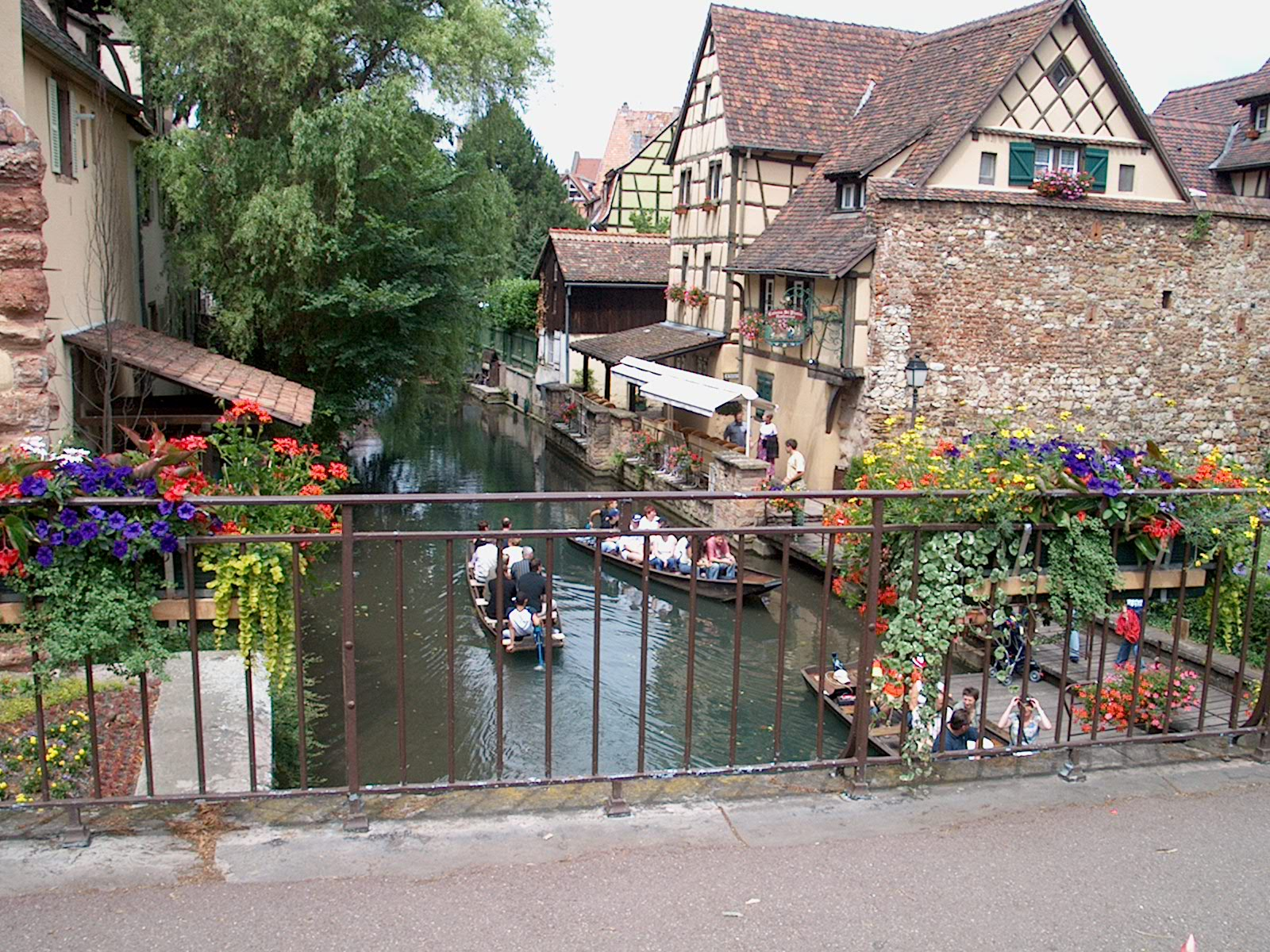
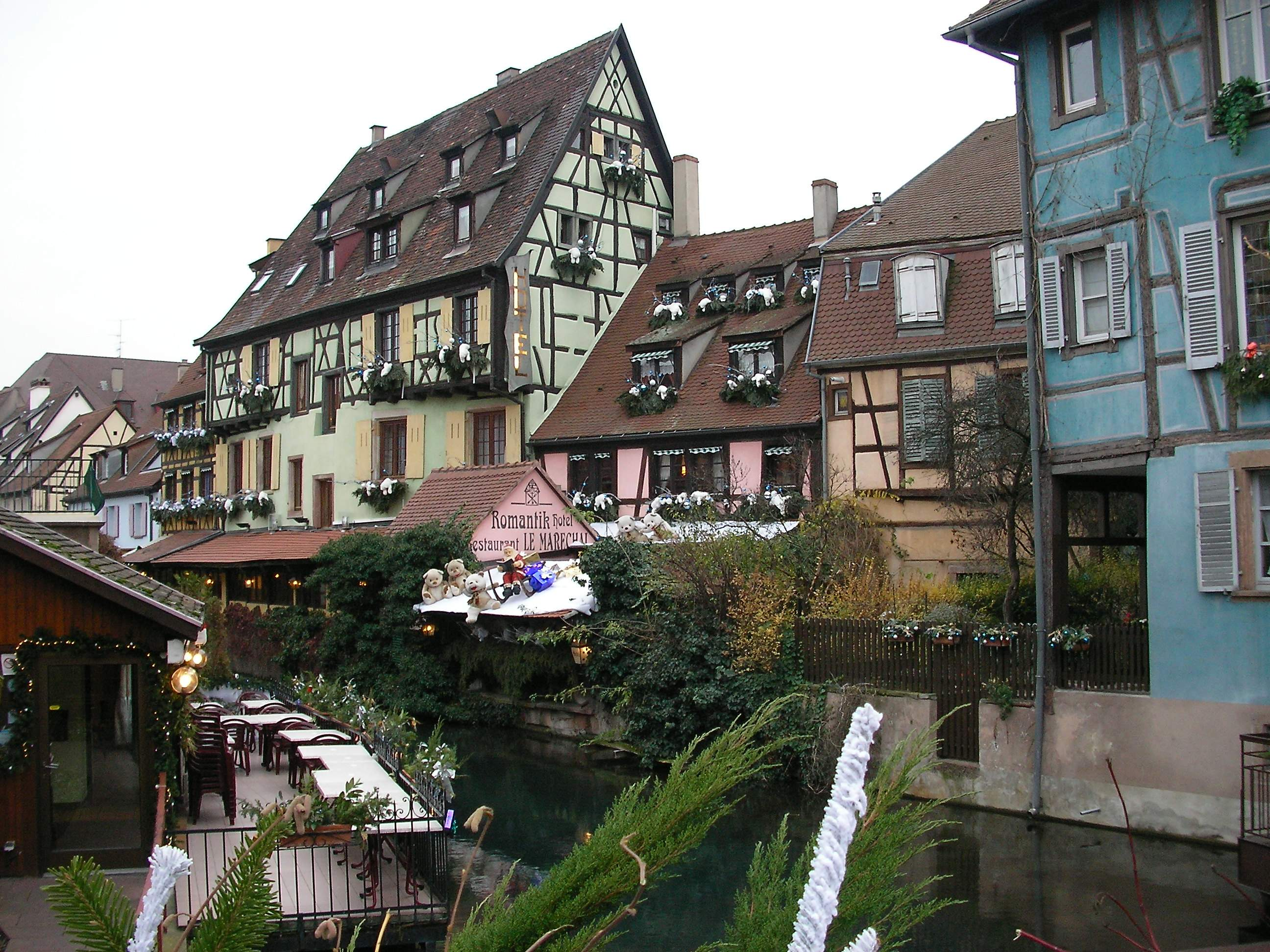
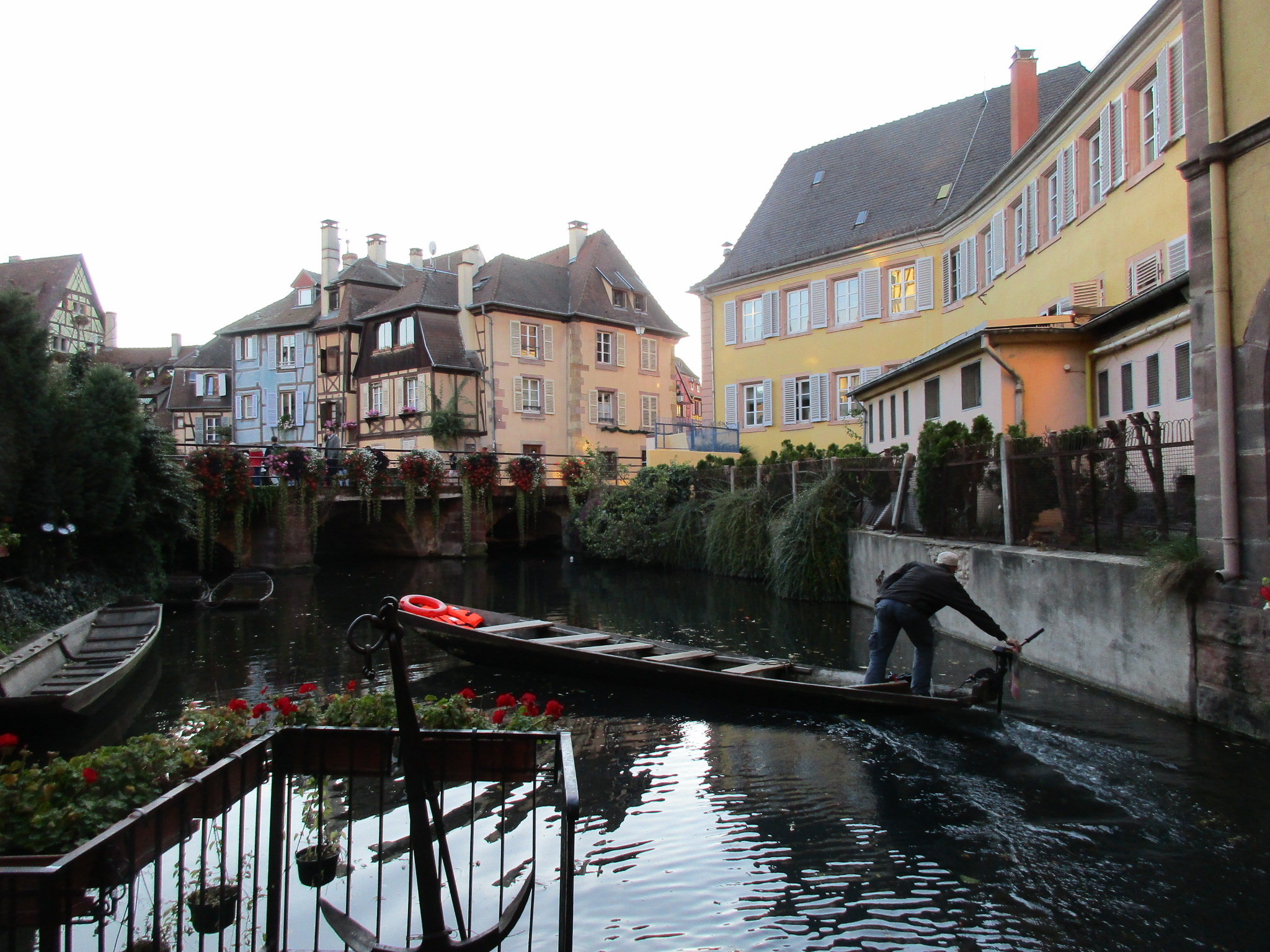
Pont Saint-Pierre.
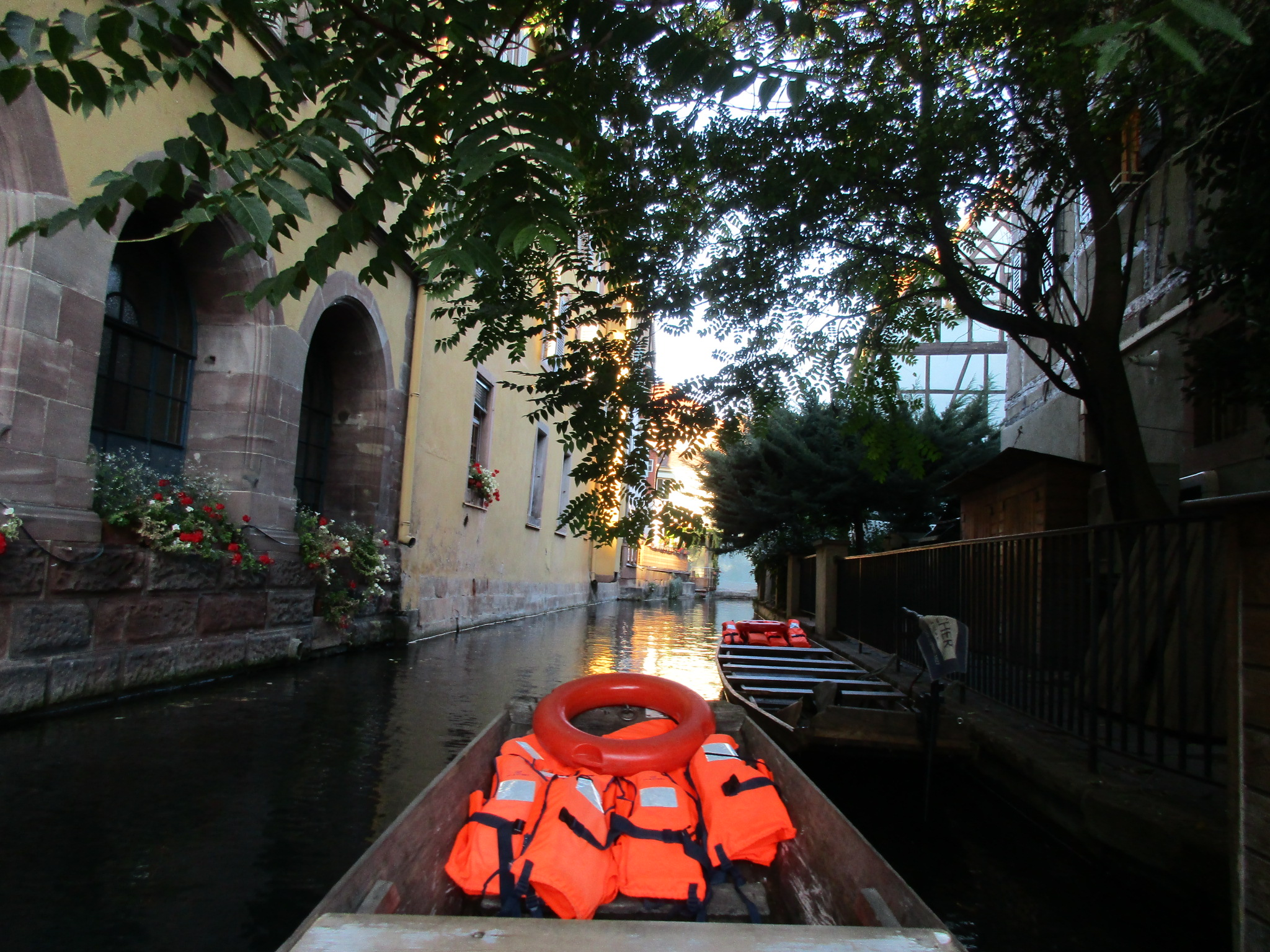
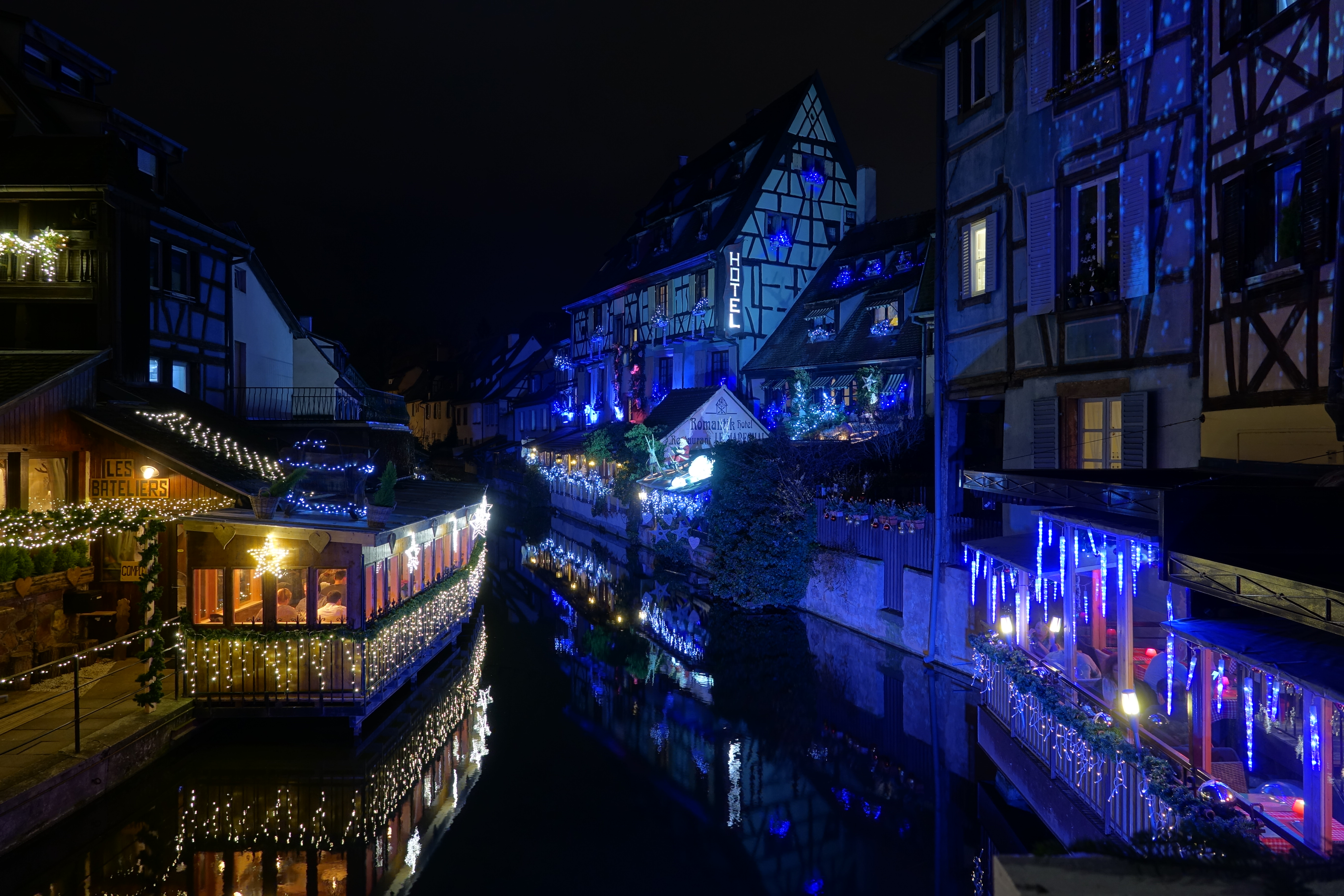
Vue depuis le pont de la rue de Turenne de nuit.

Des promenades en barque traditionnelle sont organisées sur la Lauch, à l'image des gondoles de Venise, entre le marché couvert de Colmar et les anciens marchages (actuelle zone résidentielle verdoyante de Colmar).

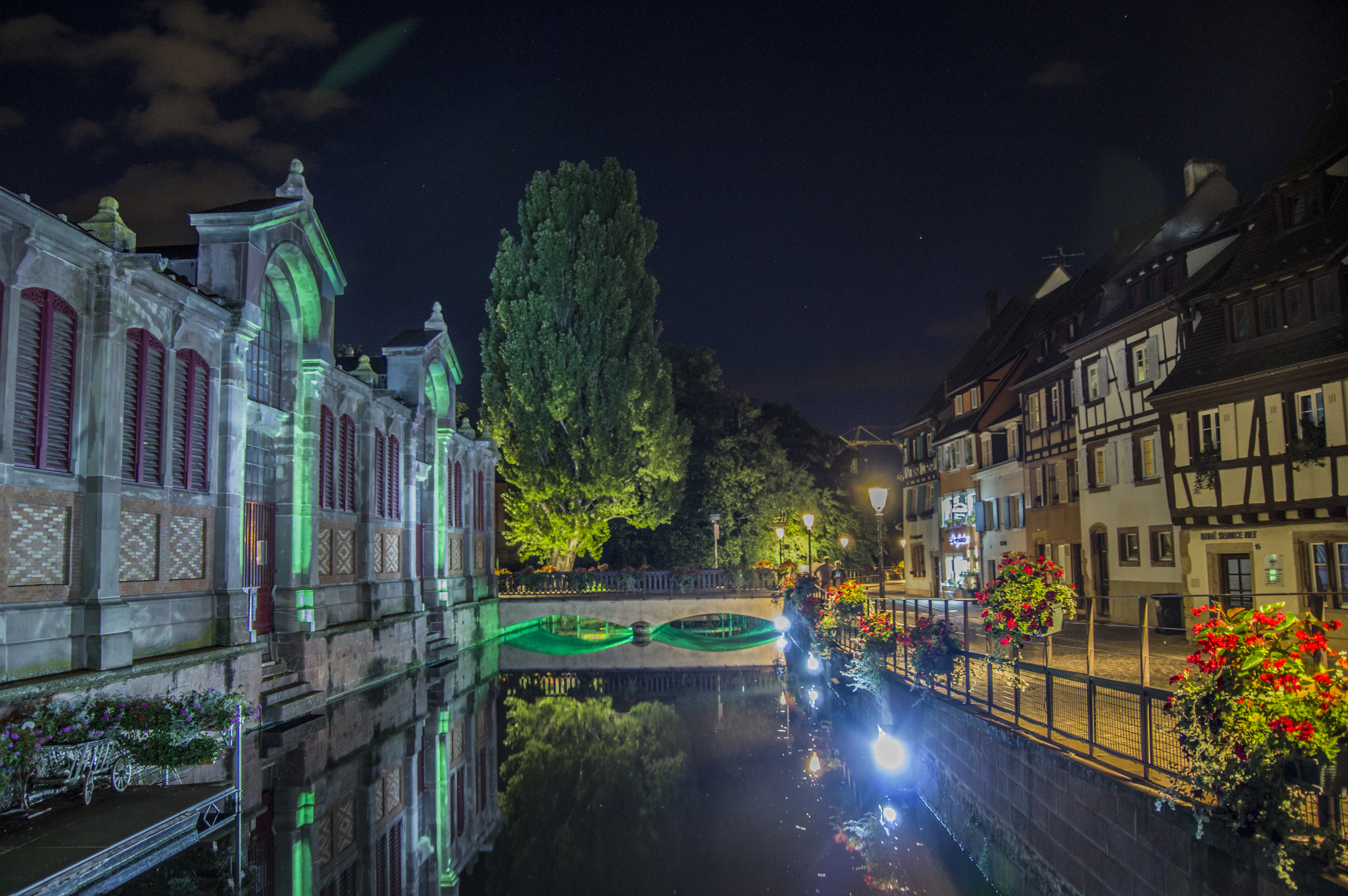
Marché couvert de Colmar, du quai de la Poissonnerie.
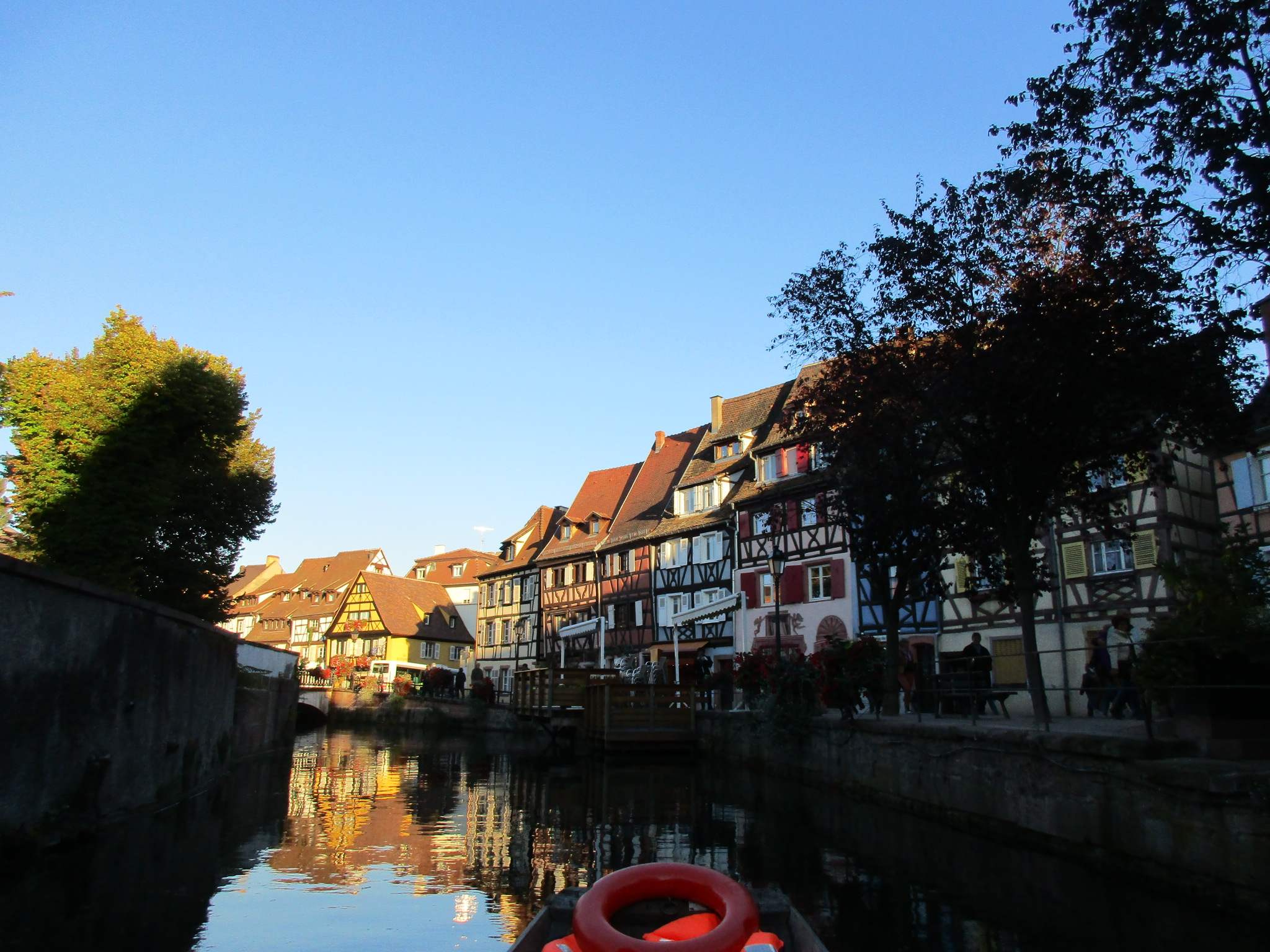
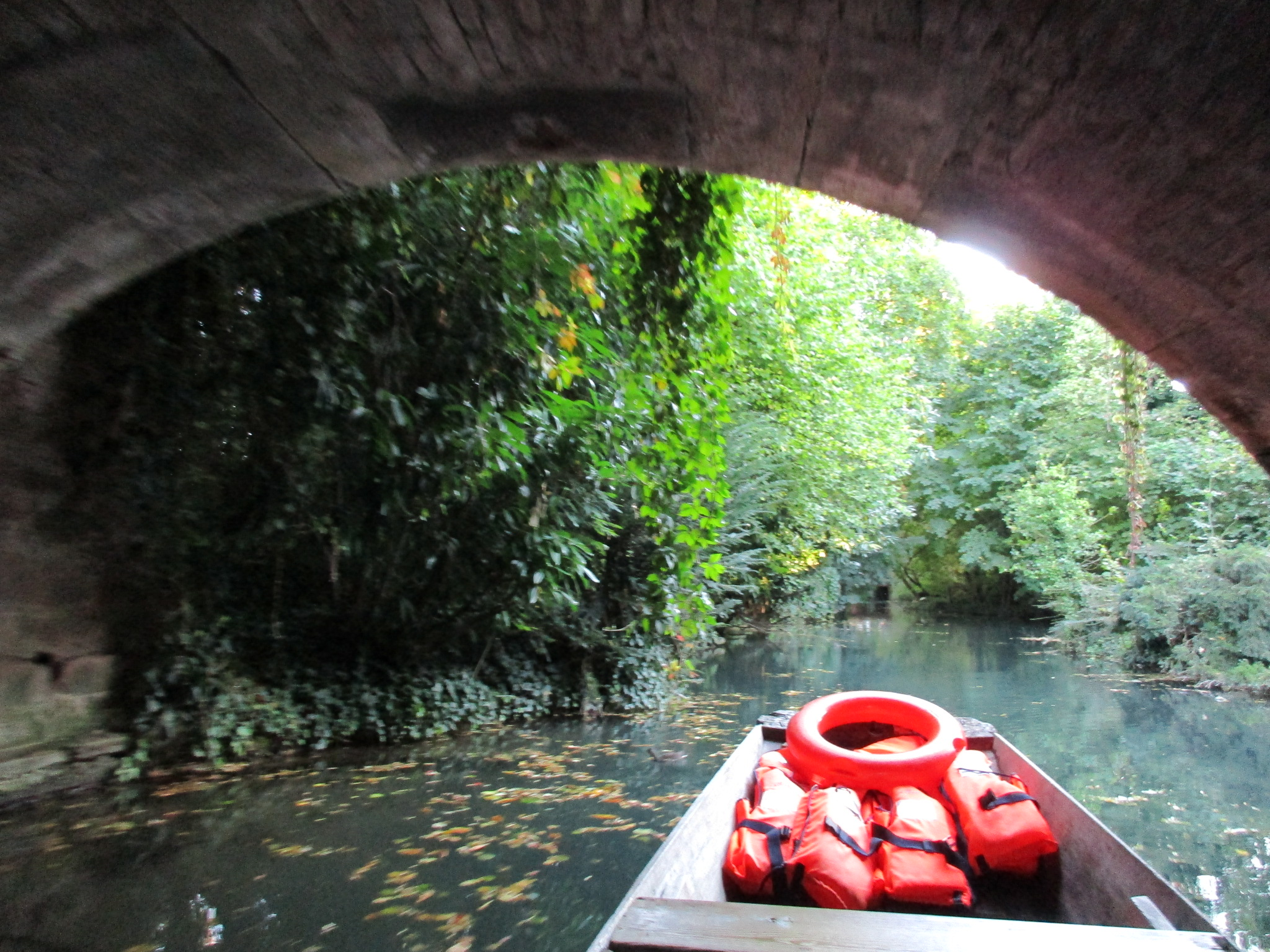
Anciennes zones de maraîchage.
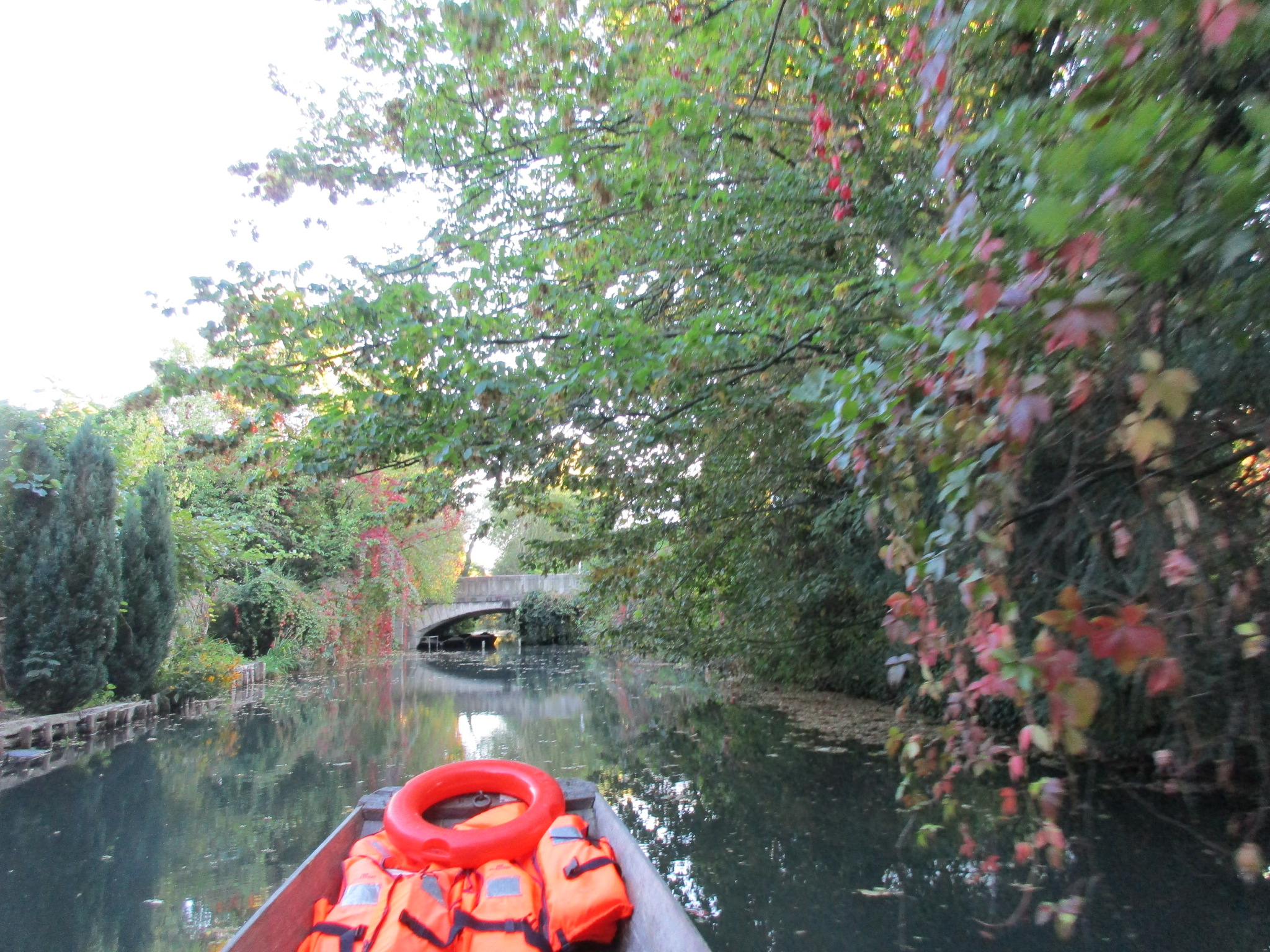
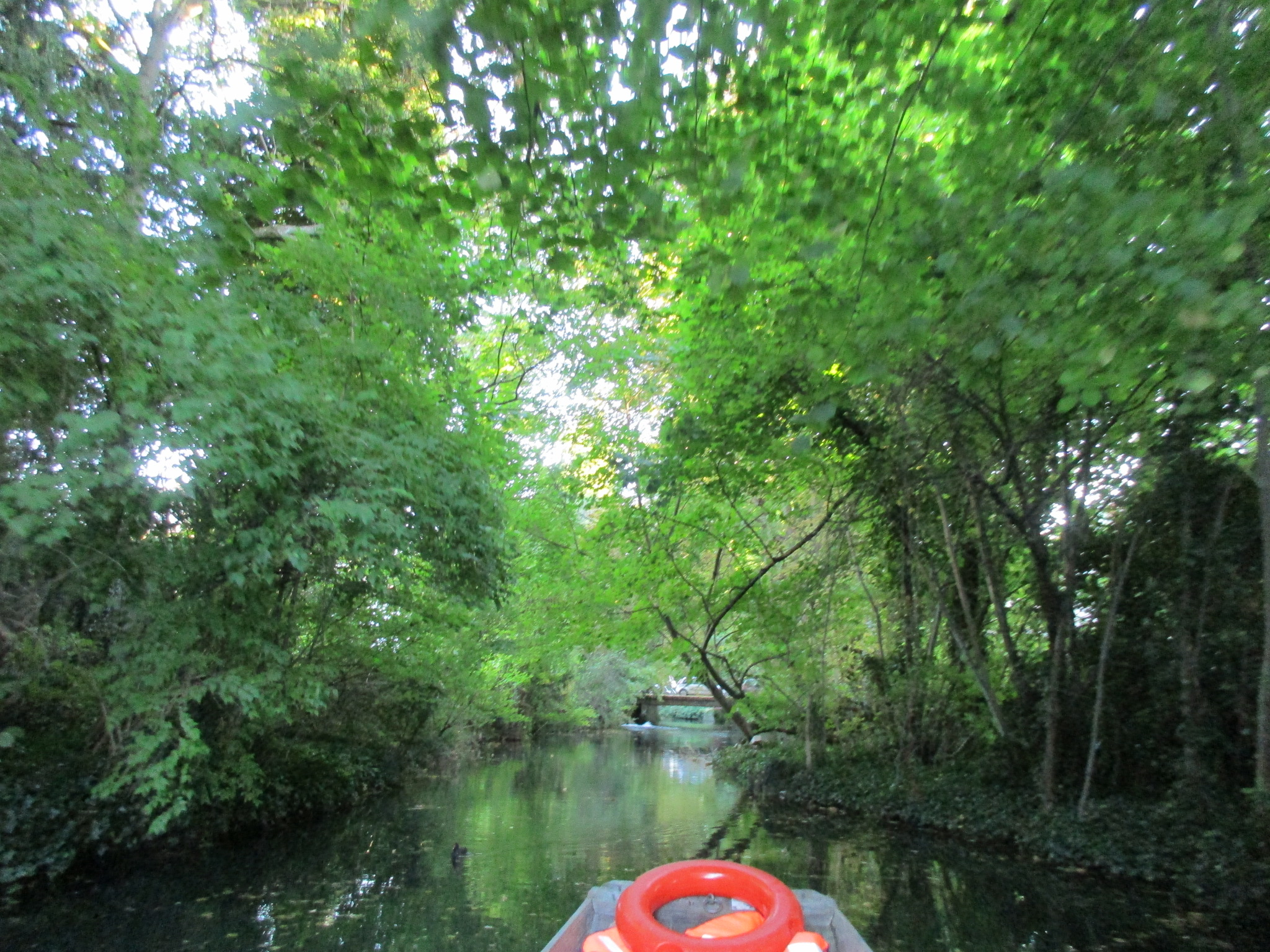